# Миелин
Миелинът е диелектрик (изолатор), който образува слой, наречен миелинов слой, около аксоните на невроните. Той е жизненоважен за правилната функция на нервната система. Миелинът е продукт на глиялните клетки. Процесът на продукция на миелин се нарича миелинизация. Производството на миелин при хората започва около четиринадесетата гестална седмица, но все пак по време на раждането в мозъка има относително малко миелин. По време на ранното детство миелинът се развива бързо, процес, който продължава до юношеството.
В периферната нервна система миелинът се поддържа от така наречените Шванови клетки, докато в централната нервна система тази роля изпълняват олигодендроцитите. Смята се, че миелинът е определяща характеристика на челюстните (Gnathostomata) гръбначни, но се е развил по пътя на паралелната еволюция и при някои безгръбначни. Открит е през 1854 г. от Рудолф Вирхов.

## Състав на миелина
Миелинът, синтезиран от различни клетъчни типове, има и различен състав и конфигурация, но изпълнява същата функция – изолация. Миелинизираните аксони са бели на вид, откъдето идва и наименованието бяло мозъчно вещество.
Миелинът е изграден от около 40 % вода; сухото вещество представлява 70-85 % липиди и около 15-30 % протеини.  Някои от главните белтъци в състава на миелина са основен миелинов протеин myelin basic protein (MBP), миелинов олигодендроцитен гликопротеин myelin oligodendrocyte glycoprotein (MOG), и протеолипиден протеин (PLP). Основният липид, изграждащ миелина, е гликолипидът галактоцереброзид. Преплитащите се вериги на сфингомиелина придават допълнителна здравина на миелиновия лист.